# دهستان سرگیتهانگ
دهستان سرگیتهانگ (به لاتین: Sergithang Gewog) یک دهستان در کشور بوتان است که در ناحیهٔ تسیرنگ واقع شده‌است. دهستان سرگیتهانگ ۱۳۷٫۶ کیلومتر مربع مساحت و ۱٬۳۷۹ نفر جمعیت دارد.